# Archidendron balansae
Archidendron balansae là một loài thực vật có hoa trong họ Đậu. Loài này được (Oliv.) I.C.Nielsen miêu tả khoa học đầu tiên.